# Untel (groupe d'artistes)
 (juillet 2008).
 (juin 2021).
Pour les articles homonymes, voir Untel.
UNTEL est un collectif d'artistes, créé en 1975 à Paris par Jean-Paul Albinet, Philippe Cazal et Alain Snyers. Le groupe suspend ses activités en 1980. 
Durant une longue période, chacun des trois membres du groupe a développé des pratiques personnelles, principalement marquées par "l'esprit UNTEL". En 2001, ils sont invités par l'historien d'art Paul Ardenne pour présenter leur oeuvre majeure "Vie quotidienne - Environnement de type Grand magasin" dans le cadre de l'exposition "Expérimenter le réel, Réalité revisitée" au centre d'art Le Lait, à Albi.
Depuis cette exposition, les trois membres du groupe UNTEL collaborent ensemble à la réactualisation d’œuvres historiques et à la valorisation de leur fonds d'archives.
UNTEL effectue une analyse critique de la société dans ses contradictions et procède à une mise en œuvre permanente par tous les moyens dont il dispose, en s’emparant des matériaux qui existent dans le quotidien et en réalisant des interventions dans l’espace urbain.
Leurs préoccupations et interrogations, insérées dans la réalité sociale, s'expriment et se visualisent par le choix et le traitement des supports caractéristiques de leur démarche avec des affiches, tracts, photographies, images, objets, notes, sons, etc.).
«La vie quotidienne en milieu urbain» est le générique déclaré du terrain d’observation et d’intervention d’UNTEL, thématique qui sera le déterminant récurrent de leurs recherches et attitudes.
UNTEL joue avec les signes et messages du monde urbain pour se les approprier et les détourner de façon critique. UNTEL en fabrique d’autres, porteurs de perturbation et de nouveaux sens. Les interventions du groupe expriment le quotidien et se traduisent par des manifestations de rues, revues de presse, magasins, enquêtes, ventes ambulantes, collectes d’objets insignifiants, envois postaux… La mise en scène événementielle, portées par le décalage de l’acte artistique interroge le réel de la vie dans la ville à travers ses expressions spontanées et comportements en rupture.
UNTEL a principalement œuvré en ville de façon off et improvisée dans l’espace public: interventions surprises comme Le bonheur pour vous, qu’est-ce que c’est ? , Je vous offre un verre des Comportements en rupture, Touristes, Socles.
UNTEL est aussi intervenu dans le cadre de manifestations culturelles par des dispositifs qui impliquent le public comme «350 m d’informations», «On joue à la photo, on prend des poses ». Toute cette problématique est déclinée dans l'œuvre emblématique "Vie quotidienne - Environnement de type Grand magasin", installation de 100 m2 créée en 1977 pour la 10e Biennale de Paris au musée d'art moderne de la ville de Paris. Dans cet environnement immersif, le visiteur déambulait entre les rayonnages de ce qui, à première vue, ressemblait bien à un supermarché. Très vite, Il s’apercevait que les codes de la grande distribution étaient détournés et que les marchandises conditionnées sous forme principalement de blisters (thermo-formés et sérigraphiés) qui définissent l'objet de l'exposition. Cette démarche radicale interroge déjà le spectacle de la sur-consommateur à travers ses 2 500 objets et images du quotidien principalement parisien: journaux, papiers peints, cartes postales, objets trouvés….Cette mise en scène questionne différents composantes de la société à travers des références à l'audio-visuel (Tv et radio), aux jardins publics, au sexe, à la police, aux vacances, aux musées, au métro, au chômage, aux banques ou au logement. 
Loin de vouloir apporter des réponses, UNTEL s’est présenté comme un miroir critique et dynamique de l’art au contact du réel.

## Œuvres dans les collections publiques
- Musée national d'art moderne / Centre Pompidou, Paris
- CNAP, Fonds national d'art contemporain, Paris
- MUba Eugène Leroy, Musée des beaux-arts, Toucoing
- IAC - Institut d'art contemporain, Villeurbanne
- FRAC Franche-Comté, Besançon

## Expositions
- 2021 : Le Grand Tour Centre d'art H2M, Bourg en Bresse
- 2020 :
  - En Être - 70 édition du salon Jeune peinture/Jeune création - Galerie Thaddaeus Ropac, Pantin
  - Touriste - commissariat Marie-Deparis-Yafil, centre d'art de Mitry-Mory
- 2019 :
  - Roaming... - commissariat Jeune Création, Espace Niemeyer, Paris
  - Partie de campagne - Programme de performances, commissariat Jeune Création, Galerie Thaddaeus Ropac, Pantin
- 2018 :
  - UNTEL - Programme IN VIVO, Centre Pompidou, Paris
  - Interventions de rue Festival Charivari, Villeurbanne
- 2017 : Collection : Institut d'Art Contemporain , Villeurbanne